# Roger Yonchien Tsien
Roger Yonchien Tsien (en xinès tradicional: 錢永健; en xinès simplificat: 钱永健; en pinyin: Qián Yǒngjiàn) (Nova York, EUA 1952) és un bioquímic i professor universitari nord-americà d'orígens xinesos guardonat amb el Premi Nobel de Química l'any 2008 pels seus treballs sobre la proteïna verda fluorescent (GFP).

## Biografia
Va néixer l'1 de febrer de 1952 a la ciutat de Nova York fill d'immigrants xinesos. Va educar-se a Livingston. Va estudiar física i química a la Universitat Harvard, en la qual es va graduar el 1972, i posteriorment amplià els seus estudis a la Universitat de Cambridge, en la qual es va doctorar el 1977. L'any 1982 va esdevenir professor a la Universitat de Berkeley, càrrec que va mantenir fins al 1989, moment en el qual fou nomenat professor de farmacologia a la Universitat de San Diego i investigador de l'Institut Mèdic Howard Hughes.

## Recerca científica
Amb el descobriment de la proteïna verda fluorescent (GFP) per part del japonès Osamu Shimomura, i després dels primers passos mitjançant la coloració de les cèl·lules, Tsien aconseguí aprofundir en els fenòmens biològics d'aquesta proteïna.
L'any 2008, juntament amb Shimomura i Tsien, fou guardonat amb el Premi Nobel de Química pels seus estudis sobre la GFP.